# Vincent Raven (Mentalist)
Vincent Raven (* 13. September 1966 in Südtirol als Andreas Plörer) ist ein aus der Schweiz stammender Mentalist, der von sich behauptet, übersinnliche Kräfte zu besitzen. Bekanntheit erlangte er als Sieger der Castingshow The next Uri Geller und Teilnehmer bei Ich bin ein Star – Holt mich hier raus!. 2008 war Raven zudem kurzzeitig als Musiker tätig.

## Karriere
Raven wurde durch den Sieg in der deutschsprachigen Version von The Next Uri Geller vom 26. Februar 2008 bekannt, in der er mit einem Kolkraben auftrat. 2008 hatte Vincent Raven drei Raben, die er bei Auftritten einsetzte: Corax, Asael und Odin. Als Gewinner der Castingshow erhielt er 100.000 Euro. Außerdem trat er im März 2008 in der Fernsehshow The next Uri Geller – Die besten Mentalisten der Welt gegen je einen Mentalisten aus den USA, Israel und den Niederlanden an und wurde von den deutschen Fernsehzuschauern zum Sieger gewählt. 2008 veröffentlichte Raven das Lied Prophezeiung. Das Video hierzu wurde auf der Ruine der Burg Rodenstein im Odenwald (Südhessen) gedreht. Das Lied konnte sich nicht in den Charts platzieren.
Im November 2008 trat Raven in der ebenfalls von ProSieben ausgestrahlten Show Uri Geller Live: UFOs und Aliens – Das unglaubliche TV-Experiment auf.
Im Januar 2009 war Vincent Raven gemeinsam mit Uri Geller in der Fernsehsendung Der geheimnisvolle Vincent Raven – Uri Geller auf den Spuren des Rabenvaters von ProSieben zu sehen. Ab dem 13. Januar 2009 sollte er seinen Titel in der zweiten Staffel von The Next Uri Geller verteidigen. Am 24. Januar 2009 erlitt er jedoch einen Hirnschlag, worauf ProSieben am 17. Februar 2009 seinen Ausstieg aus der zweiten Staffel aus gesundheitlichen Gründen bekannt gab.
Im Januar 2012 war Raven in der RTL-Fernsehsendung Ich bin ein Star – Holt mich hier raus! zu sehen. 
Hierbei sorgte er mit einigen umstrittenen Äußerungen über Frauen in Führungspositionen für Aufsehen. Am vierzehnten Tag wurde er per Telefonabstimmung aus dem Camp gewählt, nachdem er die Zuschauer darum bat, nicht mehr für ihn anzurufen. Er belegte den fünften Platz.

## Kontroversen
- Kurz nach der Veröffentlichung seines Liedes Prophezeiung wurde bekannt, dass Raven auf einem Bild auf der Internetseite der satanistischen Gruppierung „Schwarzer Orden von Luzifer“ zu sehen war, da er bei ihrer Gründungszeremonie in der Walpurgisnacht 1999 anwesend war.[8][9] „Prior Satorius“ (Markus Wehrli) zufolge war Raven Mitglied des Ordens und ist nie offiziell ausgetreten;[8] dieser hingegen bestreitet, selbst Mitglied des Ordens oder überhaupt Satanist zu sein.[9][8]

- Vincent Raven ist in Zaubererkreisen umstritten, da er vorgibt, tatsächlich magische Fähigkeiten zu haben. Der Präsident des Magischen Rings der Schweiz, einer Vereinigung von Berufs- und Amateurzauberern sagte, es sei unverantwortlich, dass Raven behaupte, er könne Kontakt zu Toten aufnehmen (Geisterbeschwörung).[10]

- Für seine Auftritte in The Next Uri Geller wurde Vincent Raven am 16. April 2008 rückwirkend der Pigasus Award 2007 in der Kategorie das psychische Medium, das die meisten Menschen mit dem geringsten Aufwand zum Narren gehalten hat[11] verliehen.[12] Der Pigasus Award ist ein Negativpreis, der in unregelmäßigen Abständen von James Randi und der James Randi Educational Foundation vergeben wird.

## Fernsehauftritte (Auswahl)
- 2008: The next Uri Geller – Unglaubliche Phänomene Live
- 2008: The next Uri Geller – Die besten Mentalisten der Welt
- 2008: Uri Geller Live: Ufos und Aliens – Das unglaubliche TV-Experiment
- 2009: Der geheimnisvolle Vincent Raven – Uri Geller auf den Spuren des Rabenvaters
- 2012: Ich bin ein Star – Holt mich hier raus!
- 2012: Das perfekte Promi-Dinner

## Diskografie
- 2008: Prophezeiung (Single)